# Бетулинова киселина
Бетулиновата киселина е естествен пентацикличен тритерпеноид. Съдържа се в кората на някои растителни видове, главно в кората на брезата (Betula pubescens), от която получава името си.

## Фармакологична активност
Бетулиновата киселина и нейните производни имат противовъзпалително, противораково и анти-HIV действие.